# 核桃山 (特拉華州)
核桃山（英語：Hickory Hill）是位於美國特拉華州紐卡斯爾縣的一個非建制地區。該地的面積和人口皆未知。

## 地理
核桃山的座標為39°46′48″N 75°41′34″W / 39.78000°N 75.69278°W，而該地的平均海拔高度為77米（即253英尺）。